# Working on a Dream
Working On a Dream é o 16º álbum de estúdio de Bruce Springsteen. Foi lançado em 27 de janeiro de 2009.
O álbum conta com a sua banda de apoio E-street Band, resultando em uma sonoridade de Folk Rock, com influências de Johnny Cash, Roy Orbison e Bob Dylan.

## Faixas
Todas as faixas escritas e compostas por Bruce Springsteen. 
| N.º | Título                       | Duração |  |
| 1.  | "Outlaw Pete"                | 8:00    |  |
| 2.  | "My Lucky Day"               | 4:01    |  |
| 3.  | "Working on a Dream"         | 3:30    |  |
| 4.  | "Queen of the Supermarket"   | 4:40    |  |
| 5.  | "What Love Can Do"           | 2:57    |  |
| 6.  | "This Life"                  | 4:30    |  |
| 7.  | "Good Eye"                   | 3:01    |  |
| 8.  | "Tomorrow Never Knows"       | 2:14    |  |
| 9.  | "Life Itself"                | 4:00    |  |
| 10. | "Kingdom of Days"            | 4:02    |  |
| 11. | "Surprise, Surprise"         | 3:24    |  |
| 12. | "The Last Carnival"          | 3:11    |  |
| 13. | "The Wrestler" (faixa bônus) | 3:50    |  |

## Paradas musicais
| País (2009)    | Melhor posição | Certificação | Vendas  |
| -------------- | -------------- | ------------ | ------- |
| Alemanha       | 1              |              | 105.200 |
| Argentina      | 2              |              |         |
| Austrália      | 3              |              | 26.700  |
| Austrália      | 1              | Ouro         | 17.400  |
| Bélgica        | 1              | Ouro         | 23.100  |
| Canadá         | 1              | Platina      | 80.000  |
| Dinamarca      | 1              | Platina      | 30.000  |
| Europa         | 1              |              |         |
| Espanha        | 1              | Platina      | 40.000  |
| Finlândia      | 1              |              |         |
| França         | 2              |              | 58.000  |
| Irlanda        | 1              | 2× Platina   | 27.500  |
| Itália         | 1              | Platina      | 75.000  |
| Países Baixos  | 1              |              | 41.500  |
| Nova Zelândia  | 1              |              |         |
| Noruega        | 1              | Ouro         | 43.800  |
| Portugal       | 5              |              |         |
| Suécia         | 1              | Platina      | 55.000  |
| Suíça          | 1              | Ouro         | 20.200  |
| Reino Unido    | 1              | Ouro         | 162.674 |
| Estados Unidos | 1              | Ouro         | 535.925 |